# Fiume Tellesimo
Fiume Tellesimo este o arie protejată (arie specială de conservare — SAC, sit de importanță comunitară — SCI) din Italia întinsă pe o suprafață de 1.315 ha, integral pe uscat.

## Localizare
Centrul sitului Fiume Tellesimo este situat la coordonatele 36°56′16″N 14°52′33″E / 36.93765°N 14.875887°E.

## Înființare
Situl Fiume Tellesimo a fost declarat sit de importanță comunitară în septembrie 1995 pentru a proteja 2 specii de plante și 4 specii de animale. Situl a fost protejat și ca arie specială de conservare în decembrie 2017.

## Biodiversitate
Situată în ecoregiunea mediteraneană, aria protejată conține 9 habitate naturale: Pante stâncoase calcaroase cu vegetație casmofită, Peșteri inaccesibile publicului, Păduri de Platanus orientalis și Liquidambar orientalis (Platanion orientalis), Lacuri eutrofice naturale cu vegetație de tip Magnopotamion sau Hydrocharition, Păduri de Quercus ilex și Quercus rotundifolia, Tufărișuri termo-mediteraneene și de pre-deșert, Pseudostepă cu ierburi și specii anuale de Thero-Brachypodietea, Păduri de Olea și Ceratonia, Ape puternic oligomezotrofe cu vegetație bentonică cu Chara spp..
La baza desemnării sitului se află mai multe specii protejate:
- plante (2): Dianthus rupicola, Ophrys lunulata
- păsări (2): șoim călător (Falco peregrinus), acvilă pitică (Hieraaetus pennatus)
- pești (1): salmo cettii (Salmo cetti)
- reptile (1): elaphe situla (Zamenis situla)

Pe lângă speciile protejate, pe teritoriul sitului au mai fost identificate 35 de specii de plante, 6 specii de păsări, 4 specii de amfibieni, 1 specie de mamifere, 69 de specii de nevertebrate, 8 specii de reptile.